# L-3 (ponorka)
L-3 „Frunzenec“ (rusky: Л-3 «Фрунзенец») byla sovětská vojenská ponorka třídy L (Leninec) série II, užívaná zejména v době Velké vlastenecké války. Její výroba začala roku 1929 v loděnicích v Leningradě, na vodu byla spuštěna roku 1931 a o dva roky později byla zařazena do Baltské flotily. Od podzimu roku 1939 až do února 1941 procházela generální modernizací.
Za války se účastnila devíti bojových operací, při kterých provedla 16 torpédových útoků a položila 12 minových polí. Patřila k  nejúspěšnějším sovětským ponorkám – potopila 25 nepřátelských plavidel a další čtyři lodě protivníka poškodila.
Mezi nejvýznamnější úspěchy této ponorky s elitní osádkou lze zařadit potopení německé transportní lodě Hindenburg o objemu 7880 brt (19. 11. 1942) či německé ponorky U-416 (30. 3. 1943). Ponorka L-3 se však nesmazatelně zapsala do historie potopením transportní lodě Goya, při kterém zahynulo 6000-7000 osob. Útok, který se uskutečnil 17. dubna 1945, skončil druhou největší námořní katastrofou v dějinách lidstva.
Ponorka L-3 byla vyřazena z bojové služby v roce 1953 a dodnes se její část zachovala jako muzeum.

## Velitelé
- Od července 1940 až 9. března 1943: Kpt. Petr Denisovič Griščenko
- Od března 1943 do konce války: Vladimír Konstantinovič Konovalov